# 福岡県道209号椎田停車場線
福岡県道209号椎田停車場線（ふくおかけんどう209ごう しいだていしゃじょうせん）は、福岡県築上郡築上町を通る一般県道である。

## 概要
福岡県築上郡築上町のJR九州日豊本線 椎田駅から国道10号椎田駅前交差点に至る。

### 路線データ
- 起点：福岡県築上郡築上町大字椎田（JR九州日豊本線 椎田駅前）
- 終点：福岡県築上郡築上町大字椎田（椎田駅前交差点、国道10号交点）

## 地理

### 通過する自治体
- 築上郡築上町

### 交差する道路
| 交差する道路 | 交差する場所 | 交差する場所          |
| ------------ | ------------ | --------------------- |
| 国道10号     | 大字椎田     | 椎田駅前交差点 / 終点 |

### 沿線
- JR九州日豊本線 椎田駅
- 築上町文化会館コマーレ